# Ludwig Pfeil

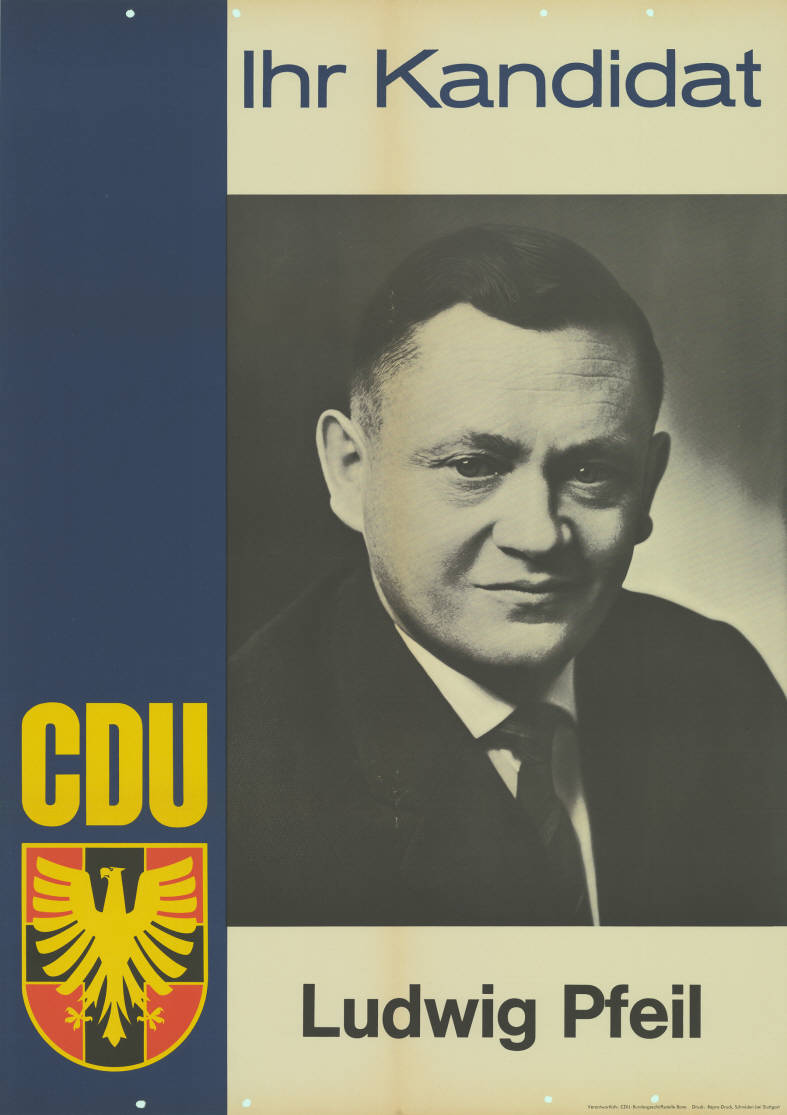
Ludwig Pfeil auf einem Wahlplakat zur Landtagswahl in Rheinland-Pfalz 1963

Ludwig Pfeil (* 26. November 1920 in Siershahn; † 21. Oktober 1994 in Dernbach (Westerwald)) war ein deutscher Politiker (CDU).

## Leben
1927 bis 1935 besuchte Pfeil die Volksschule Siershahn, 1938 legte er den Abschluss (Keramik-Ing.) an der staatlichen Keramischen Fachschule in Höhr-Grenzhausen ab, bevor er 1939 bis 1945 Kriegsdienst leistete (zuletzt als Unteroffizier). Seit 1938 arbeitete er in der Fa. Keramchemie in Siershahn. Dort wurde er 1949 Laborleiter, 1966 Produktions- und Betriebsleiter und war 1947 bis 1964 Betriebsratsmitglied.
Sein Sohn Antonius Maria (* 1951) war von 2005 und 2023 Prior des Benediktinerklosters Huysburg.

## Gewerkschaftliche Tätigkeit
Bis zum Verbot nach der Machtergreifung der Nationalsozialisten war Pfeil Mitglied des Katholischen Jungmännerverbandes Deutschlands,
1947 wurde er Gewerkschaftsmitglied, zunächst im DGB und seit 1960 im CGB. 1961 wurde er Landeskartellvorsitzender des CGB und 1960 Erster Bundessprecher der Christlich-Sozialen Kollegenschaft.

## Politik
Im Jahre 1947 wurde Ludwig Pfeil Mitglied der CDU. Dort wurde er 1959 Kreisvorsitzender der CDU und 1962 Mitglied des CDU-Landesvorstands von Rheinland-Pfalz. Kommunalpolitisch war er seit 1948 Mitglied des Kreistags und 1950 des Kreisausschusses.
Dem Rheinland-Pfälzischen Landtag gehörte er vom 18. Mai 1963 bis zum 15. Dezember 1974 in der 5. bis 7. Wahlperiode an. Im Landtag war er in der 5. Wahlperiode Mitglied im sozialpolitischen Ausschuss, Wirtschafts- und Verkehrsausschuss sowie Sonderausschuss für Verwaltungsreform. In den anderen Wahlperioden gehörte er dem Ausschuss für Wirtschaft und Verkehr an.
1969 erhielt Pfeil das Bundesverdienstkreuz am Bande.